# Fyllda blommor
Fyllda blommor och dubbla blommor, kallas också fylldblommig, dubbelblommig är när antalet kron- eller blomblad överstiger det för arten naturliga antalet. Detta sker vanligen genom att ståndare och pistiller i olika grad omvandlas till kronblad eller genom att själva kronbladen dubbleras. Fyllda blommor anses ofta vackert och är vanligt bland trädgårdsväxter. De är ofta sterila. Motsaten är enkla blommor eller enkelblommig och då är antalet kronblad det naturliga. Om det är ståndare som omvandlats till kronblad och därigenom förlorat sin förmåga att bilda pollen, kallas de staminodier.
Även när det egentligen är fråga om blomkorg, en hel blomställning, används termen fyllda blommor. Då är det de mindre, rörformiga diskblommorna som har blivit lika de större skyltande strålblommorna. Detta gäller till exempel Dahlia.
För att markera att en trädgårdsform har fyllda blommor används beteckningen fl. pl. (latin för flore pleno).

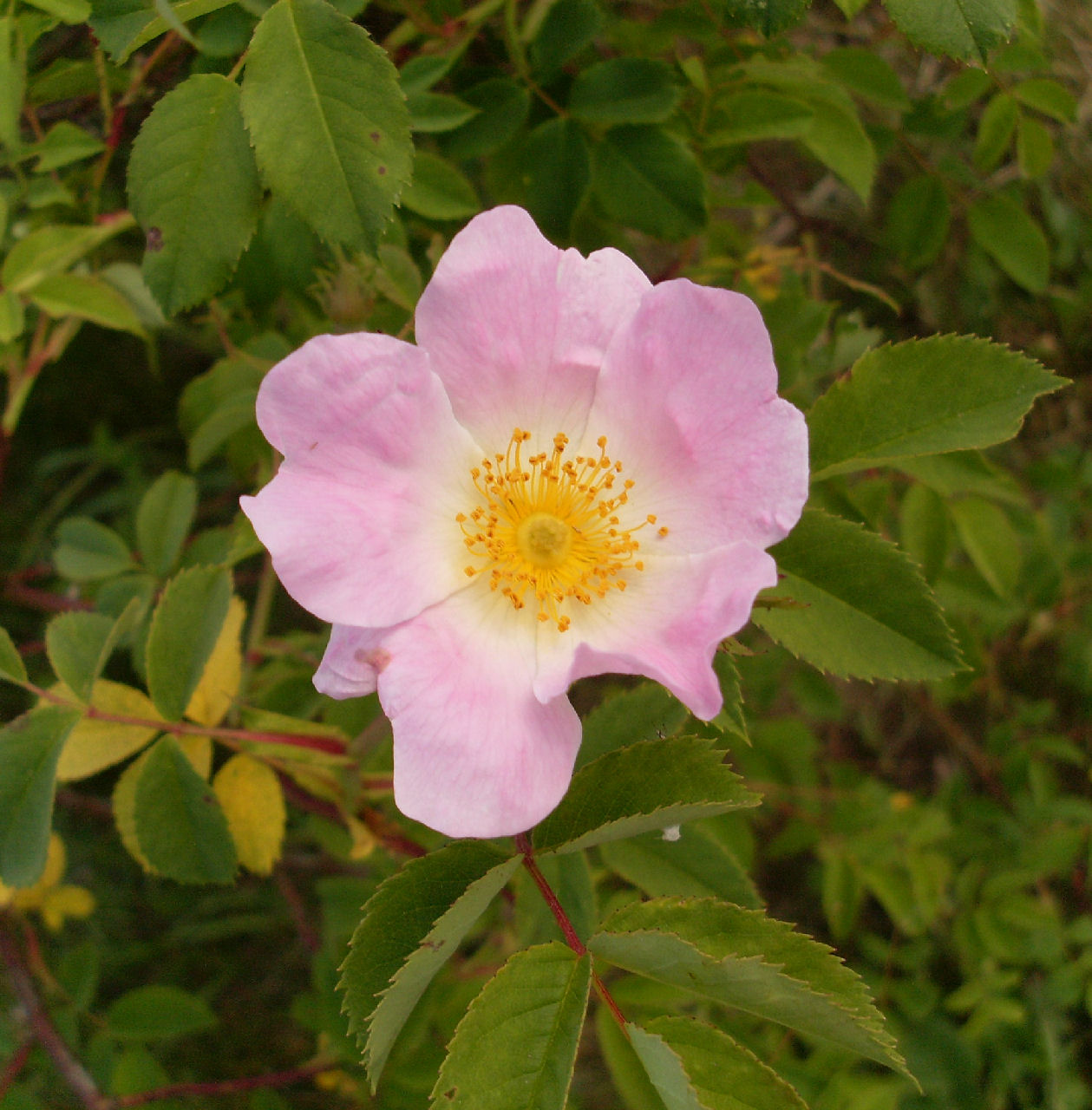
Enkel blomma hos Rosa dumalis med fem kronblad.
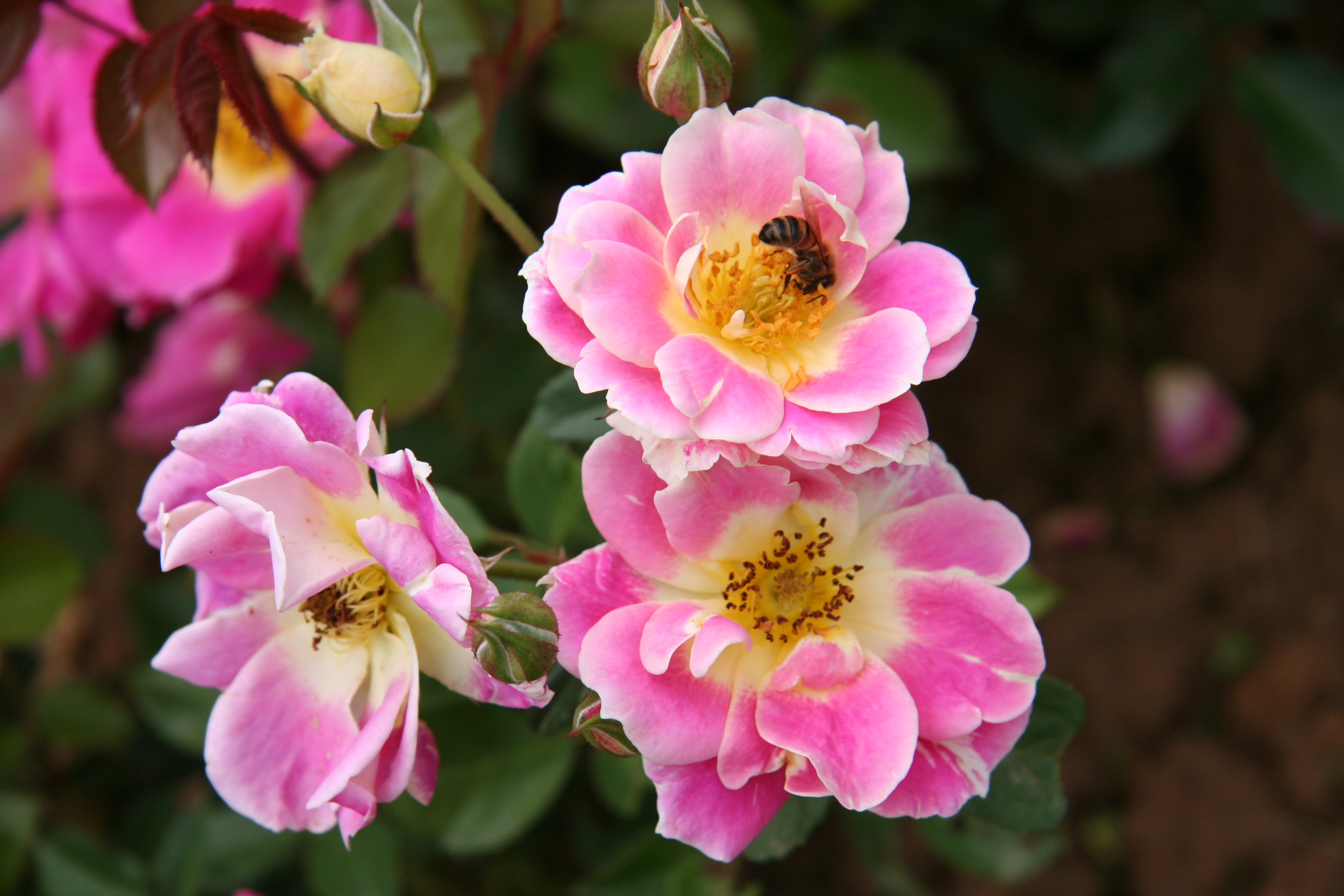
Dubbel blomma hos ros. Fortfarande finns ståndare och pistiller kvar.
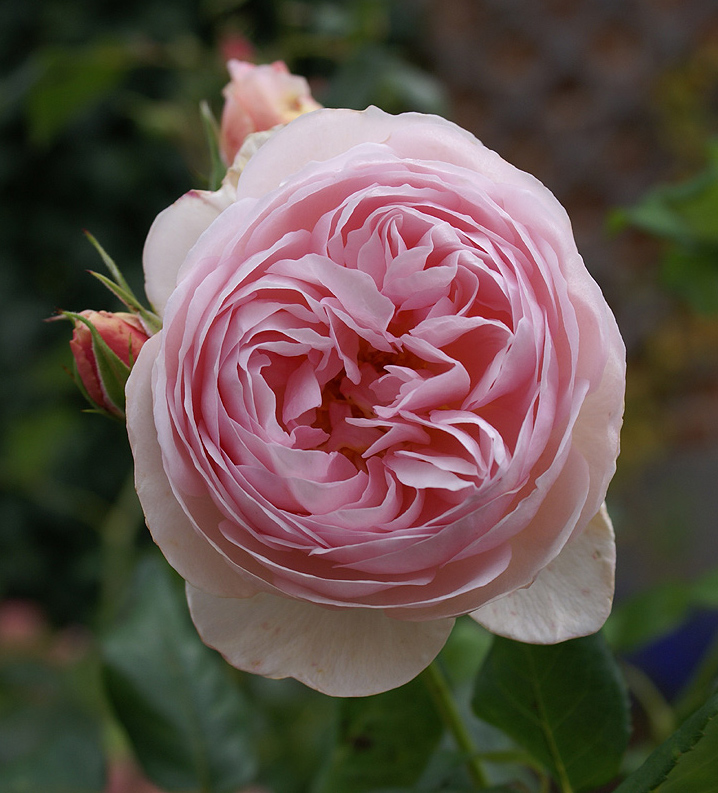
Ros med tätt fyllda blommor, inga ståndare finns kvar.